# Plagiomimicus laverna
Plagiomimicus laverna är en fjärilsart som beskrevs av Druce 1898. Plagiomimicus laverna ingår i släktet Plagiomimicus och familjen nattflyn. Inga underarter finns listade i Catalogue of Life.